# Vanor Moreira
Vanor Tassara da Moreira (,  — , ) foi um médico e político brasileiro, prefeito da cidade de Nova Friburgo. Era filho do médico Dermeval Barbosa Moreira, conhecido na cidade como o médico dos pobres devido ao seu trabalho assistencialista.

## Biografia

### Prefeito de Nova Friburgo
Vanor venceu com pequena margem de votos, em 1963, o empresário Álvaro de Almeida. Assumindo a administração municipal de Nova Friburgo em 31 de dezembro de 1963, cuidou de colocar em dia as finanças municipais. Seu principal programa era administrativo, melhorar as redes de abastecimento de água da cidade, inclusive a distribuidora. Adquiriu vultosa quantidade de canos de ferro para a realização desses serviços em 1964.
Ao longo de seu curto mandato Vanor perdeu o apoio político de dois importantes partidos e da imprensa local. Embora, tenha se candidatado sob a legenda da União Democrática Nacional (UDN), perdeu o apoio do partido no decorrer de seu mandato a frente do poder executivo municipal. Vanor e seu vice-prefeito, Herodoto Bento de Mello, desde a campanha eleitoral trocavam rusgas e animosidades. Virou alvo de críticas, inclusive, do jornal “A Paz” de orientação udenista, o seu partido, além de pertencer à Galdino do Valle Filho importante liderança política local. Ainda no momento de sua candidatura, ao contrário de seu partido, Vanor decidiu apoiar para governador o candidato do PTB Badger da Silveira e não Miguel Couto Filho. Quando eleito, Vanor se colocou contrário ao aumento das tarifas de ônibus e ameaçou quebrar o monopólio da empresa, e, por ocasião da extinção da ferrovia que passava pela cidade enviou uma carta de repúdio ao então presidente João Goulart, o que lhe custou à perda de apoio do PTB.
Vanor, como prefeito, tinha bom relacionamento com representantes dos sindicatos têxtil, metalúrgico e ferroviário, além dos grupos de esquerda do município, escolhendo inclusive para líder do governo na Câmara o vereador comunista Francisco Bravo. Essa situação dentro de um contexto nacional de repressão ao movimento comunista começou a chamar a atenção sobre o então prefeito.  Em 1963 Vanor nomeou o Presidente da 9ª Subseção da Ordem dos Advogados do Brasil e também advogado da prefeitura Carlos Mastrangelo, como Secretário Geral da Prefeitura. Isto ajudou no diálogo com as várias instituições da época uma vez que Carlos Mastrangelo também havia participado da criação dos Sindicatos dos Bancários e dos Comerciários de Nova Friburgo. Vanor apoiou uma paralisação das fábricas metalúrgicas e têxteis da cidade no dia 1° de abril de 1964, como resistência ao Golpe de 1964. Diante disto, a direção do Sanatório Naval de Nova Friburgo, administrado pela Marinha Brasileira, intimou Vanor a depor, a fim de se justificar por acusações de incitação a desordem e resistência. Houve iniciativas pessoais à resistência, na tentativa de manter-se no posição de Prefeito de Nova Friburgo. Em função dos riscos iminentes de intervenção na Prefeitura de Nova Friburgo, Carlos Mastrangelo, na função de presidente da 9ª Subseção da OAB e secretário geral da Prefeitura, intermediou o diálogo e as negociações com a direção do Sanatório Naval permitindo uma transição pacifica de governo. Pouco depois Vanor renuncia o cargo em favor de seu vice-prefeito, Heródoto Bento de Melo.